# Mistrovství světa ve fotbale klubů 2016
Mistrovství světa ve fotbale klubů 2016 (oficiálně FIFA Club World Cup Japan 2016 presented by Alibaba E-Auto, japonsky Alibaba E-Auto プレゼンツ FIFAクラブワールドカップ ジャパン2016) se hrálo v termínu 8. – 18. prosince 2016 v Japonsku. Byl to 13. ročník MS klubů, ve kterém se střetává šest vítězů jednotlivých nejvyšších kontinentálních soutěží a vítěz ligy pořadatelské země. Poprvé v historii soutěžních utkání zavedla FIFA využití videozáznamu pro posouzení sporných situací.
Zástupci Evropy (Real Madrid) a Jižní Ameriky (Atlético Nacional) byli nasazeni přímo do semifinále.
Předchozí ročník 2015 vyhrál španělský klub FC Barcelona z konfederace UEFA. Ročník 2016 vyhrál španělský klub Real Madrid, pro nějž to byl druhý titul v historii turnaje.

## Kvalifikované týmy
Pozn.: pokud by Ligu mistrů AFC vyhrál tým z Japonska, na turnaj by se kvalifikoval poražený finalista místo vítěze J. League 1 (aby Japonsko nemělo z konfederace AFC dvojí zastoupení).
- Atlético Nacional – vítěz Poháru osvoboditelů 2016
- Real Madrid – vítěz Ligy mistrů UEFA 2015/16
- Čonbuk Hyundai Motors – vítěz Ligy mistrů AFC 2016
- Mamelodi Sundowns FC – vítěz Ligy mistrů CAF 2016
- Club América – vítěz Ligy mistrů CONCACAF 2015/16
- Auckland City FC – vítěz Ligy mistrů OFC 2015/16
- Kašima Antlers – vítěz J1 League 2016

## Stadiony
V červnu 2016 byly vybrány jako dějiště MS klubů 2016 stadiony Suita City Football Stadium ve městě Ósaka a Nissan Stadium ve městě Jokohama.
| Ósaka                                   | Ósaka Jokohama | Jokohama                          |
| --------------------------------------- | -------------- | --------------------------------- |
| Suita City Football Stadium             | Ósaka Jokohama | Nissan Stadium                    |
| 34°48′41,04″ s. š., 135°32′27,24″ v. d. | Ósaka Jokohama | 35°30′35″ s. š., 139°36′20″ v. d. |
| Kapacita: 39 694 míst                   | Ósaka Jokohama | Kapacita: 72 327 míst             |
|                                         | Ósaka Jokohama |                                   |

## Pravidla
Pro vyřazovací zápasy platí:
- v případě nerozhodného výsledku na konci zápasu přichází na řadu prodloužení. Pakliže se nerozhodne ani v prodloužení, přistupuje se k penaltovému rozstřelu.

Pro zápasy o 5. a 3. místo platí:
- v případě nerozhodného výsledku na konci zápasu přichází na řadu přímo penaltový rozstřel (čili se nehraje prodloužení).

### Využití videa
FIFA během turnaje zavedla (poprvé v historii) využití videozáznamu pro posouzení sporných situací (např. platnosti gólů, penaltových faulů, udělení červených karet apod.). Proškolený videoasistent (anglicky VAR – video assistant referee) má v operační místnosti přístup k vysílanému TV signálu a záběrům kamer a v případě potřeby může komunikovat na dálku s hlavním rozhodčím o klíčových verdiktech. Finální rozhodnutí spočívá nadále na hlavním rozhodčím, videoasistent má pomocnou roli jako pomezní a čtvrtý rozhodčí.

Poprvé pomoc videoasistenta využil na turnaji maďarský rozhodčí Viktor Kassai během semifinálového zápasu mezi týmy Atlético Nacional a Kašima Antlers (0:3), kdy konzultoval sporný zákrok v pokutovém území, za nějž poté nařídil pokutový kop ve prospěch japonského mužstva (Kašima Antlers).
Role videoasistenta v zápasech má být během dvou let nadále testována ve 12 zemích: Austrálii, Brazílii, Belgii, České republice, Francii, Německu, Itálii, Mexiku, Nizozemsku, Portugalsku, Kataru a USA.

## Zápasy
Uvedené termíny jsou v místním čase Japonský standardní čas (UTC+09:00). Los proběhl 21. září 2016 v 11:00 SELČ (UTC+2) v sídle FIFA ve švýcarském Curychu.

### Play-off o čtvrtfinále
| 8. 12. 2016 19:30        |        |                  |                                                                          |
| Kašima Antlers           | 2 : 1  | Auckland City    | Nissan Stadium, Jokohama diváci: 17 667 rozhodčí: Janny Sikazwe (Zambie) |
| Akasaki 67' Kanazaki 88' | Report | Kim Dae-wook 50' | Nissan Stadium, Jokohama diváci: 17 667 rozhodčí: Janny Sikazwe (Zambie) |

### Čtvrtfinále
| 11. 12. 2016 16:00    |        |                 |                                                                                      |
| Čonbuk Hyundai Motors | 1 : 2  | Club América    | Suita City Football Stadium, Ósaka diváci: 14 587 rozhodčí: Viktor Kassai (Maďarsko) |
| Kim Bo-kyung 23'      | Report | Romero 58', 74' | Suita City Football Stadium, Ósaka diváci: 14 587 rozhodčí: Viktor Kassai (Maďarsko) |

| 11. 12. 2016 19:30   |        |                       |                                                                                     |
| Mamelodi Sundowns FC | 0 : 2  | Kašima Antlers        | Suita City Football Stadium, Ósaka diváci: 21 702 rozhodčí: Roberto García (Mexiko) |
|                      | Report | Endó 63' Kanazaki 88' | Suita City Football Stadium, Ósaka diváci: 21 702 rozhodčí: Roberto García (Mexiko) |

### Zápas o 5. místo
| 14. 12. 2016 16:30                                                      |        |                      |                                                                                      |
| Čonbuk Hyundai Motors                                                   | 4 : 1  | Mamelodi Sundowns FC | Suita City Football Stadium, Ósaka diváci: 5 938 rozhodčí: Nawaf Shukralla (Bahrajn) |
| Kim Bo-kyung 18' Lee Jong-ho 29' Nascimento 41' (vl.) Kim Shin-wook 89' | Report | Tau 48'              | Suita City Football Stadium, Ósaka diváci: 5 938 rozhodčí: Nawaf Shukralla (Bahrajn) |

### Semifinále
| 14. 12. 2016 19:30 |        |                                    |                                                                                      |
| Atlético Nacional  | 0 : 3  | Kašima Antlers                     | Suita City Football Stadium, Ósaka diváci: 15 050 rozhodčí: Viktor Kassai (Maďarsko) |
|                    | Report | Doi 33' (pen.) Endó 83' Suzuki 85' | Suita City Football Stadium, Ósaka diváci: 15 050 rozhodčí: Viktor Kassai (Maďarsko) |

| 15. 12. 2016 19:30 |        |                             |                                                                              |
| Club América       | 0 : 2  | Real Madrid                 | Nissan Stadium, Jokohama diváci: 50 117 rozhodčí: Enrique Cáceres (Paraguay) |
|                    | Report | Benzema 45+2' Ronaldo 90+3' | Nissan Stadium, Jokohama diváci: 50 117 rozhodčí: Enrique Cáceres (Paraguay) |

### Zápas o 3. místo
| 18. 12. 2016 16:00            |            |                               |                                                                             |
| Club América                  | 2 : 2 (PP) | Atlético Nacional             | Nissan Stadium, Jokohama diváci: 44 625 rozhodčí: Nawaf Shukralla (Bahrajn) |
| Arroyo 38' Peralta 66' (pen.) | Report     | Samudio 6' (vl.) Guerra 90+3' | Nissan Stadium, Jokohama diváci: 44 625 rozhodčí: Nawaf Shukralla (Bahrajn) |

|                                          |     | Penaltový rozstřel                    |  |
| Martínez Samudio Quintero Peralta Arroyo | 3–4 | Mosquera Nieto Bocanegra Torres Borja |  |

### Finále
| 18. 12. 2016 19:30                       |            |                   |                                                                          |
| Real Madrid                              | 4 : 2 (PP) | Kašima Antlers    | Nissan Stadium, Jokohama diváci: 68 742 rozhodčí: Janny Sikazwe (Zambie) |
| Benzema 9' Ronaldo 60' (pen.), 98', 104' | Report     | Šibasaki 44', 52' | Nissan Stadium, Jokohama diváci: 68 742 rozhodčí: Janny Sikazwe (Zambie) |

## Konečné pořadí
| Poř. | Klub                  | Konfederace | Z | V | R | P | VG | OG | +/- |
| ---- | --------------------- | ----------- | - | - | - | - | -- | -- | --- |
| 1    | Real Madrid           | UEFA        | 2 | 2 | 0 | 0 | 6  | 2  | +4  |
| 2    | Kašima Antlers        | AFC         | 4 | 3 | 0 | 1 | 9  | 5  | +4  |
| 3    | Atlético Nacional     | CONMEBOL    | 2 | 0 | 1 | 1 | 2  | 5  | -3  |
| 4    | Club América          | CONCACAF    | 3 | 1 | 1 | 1 | 4  | 5  | -1  |
| 5    | Čonbuk Hyundai Motors | AFC         | 2 | 1 | 0 | 1 | 5  | 3  | +2  |
| 6    | Mamelodi Sundowns FC  | CAF         | 2 | 0 | 0 | 2 | 1  | 6  | -5  |
| 7    | Auckland City FC      | OFC         | 1 | 0 | 0 | 1 | 1  | 2  | -1  |

## Vítěz
| Mistrovství světa ve fotbale klubů 2016 Real Madrid 2. titul Trenér: Zinédine Zidane |